# Каја Калас
Каја Калас (ест. Kaja Kallas; 18. јун 1977) естонска је политичарка. Од 2021. до 2024. обављала је функцију председнице Владе Естоније и прва је жена на тој функцији. Од 2018. до 2024. била је вођа Естонске реформске партије. Од 2024. обавља функцију високе представнице Европске уније за спољну политику и безбедност.